# Vikingaliv muzeum

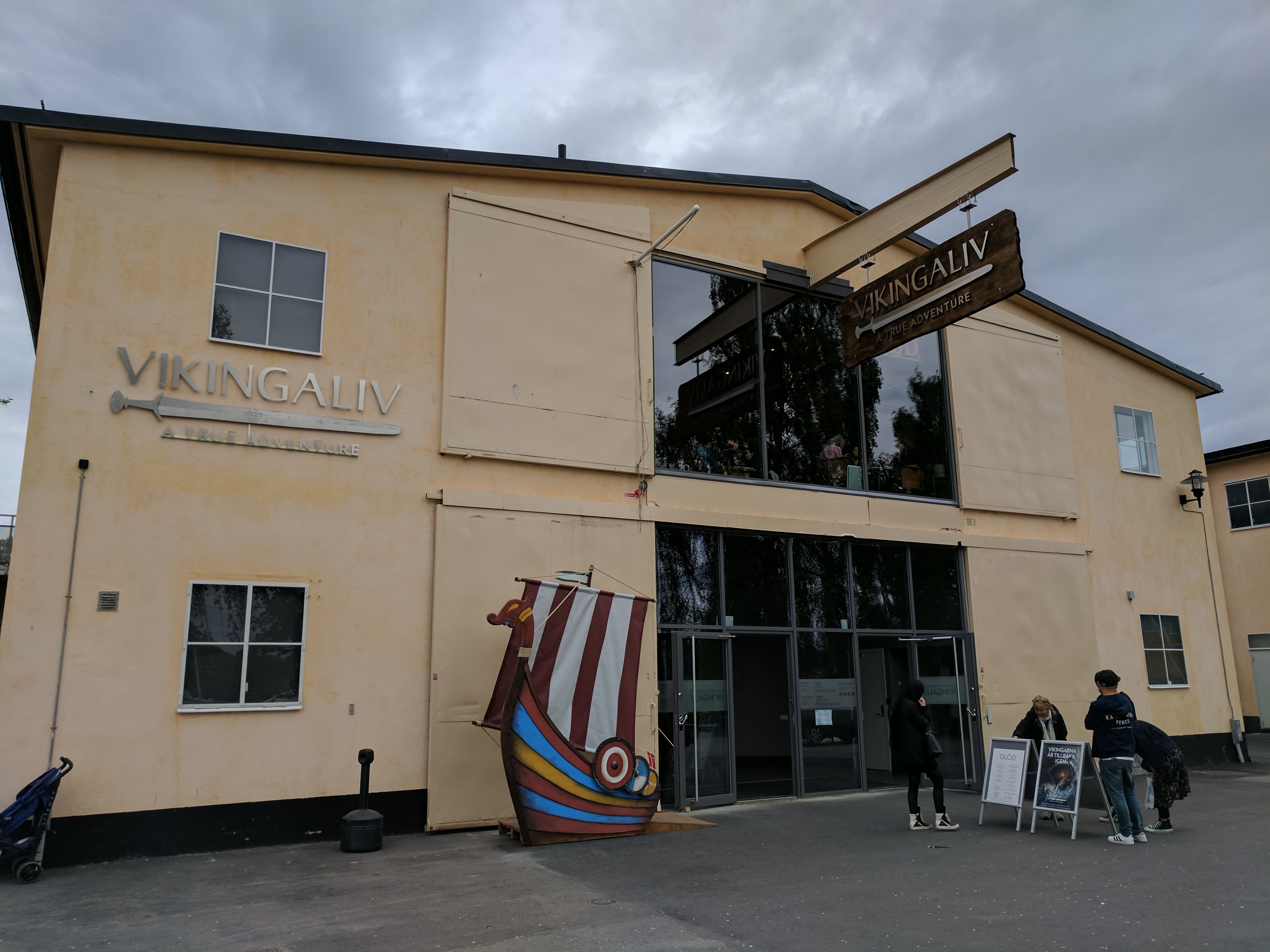
Vikingaliv muzeum

Vikingaliv muzeum se nachází ve Stockholmu na ostrově Djurgården v těsné blízkosti Muzea lihovin (Spiritmuseum) a Muzea Vasa. Nejedná se o klasické muzeum s vlastními sbírkami. Historické muzeum ve Stockholmu (Statens historiska museum) má také výstavu o Vikinzích, ale zájem z řad zahraničních turistů je vysoký, takže v roce 2017 vzniklo na základě soukromé iniciativy toto vikingské „muzeum zážitků“, které nabízí i vizuální zobrazení života reálných lidí vikingského věku.
Vystavené exponáty jsou zápůjčkami ze stockholmského Historického muzea, dále pak z muzeí na ostrově Gotland a města Sigtuny. Časová osa na stěnách ukazuje různé epochy vikingského věku, na výstavě jsou dvě zrekonstruované postavy z dané doby: žena Estrida a farmář ze Sigtuny, který dostal jméno „Leifur“. Zážitek ve Vikingalivu končí Ragnfridovou ságou, což je 11minutová cesta vláčkem provázející návštěvníka životem vikingské ženy Ragnfrid. V devíti jazycích (švédština, angličtina, ruština, finština, čínština, španělština, italština, francouzština a němčina) může návštěvník sledovat život na farmě Ragnfridy a Haraldse – od roku 963, přes následné plenění i obchod s otroky, až do jejich smrti.
Poloha: Vikingaliv se nachází v ulici Djurgårdsvägen č. 48 ve Stockholmu. Pěšky trvá cesta od Severského muzea nebo od stanice metra Karlaplan 15 minut.